# Radvanov (Josefov)

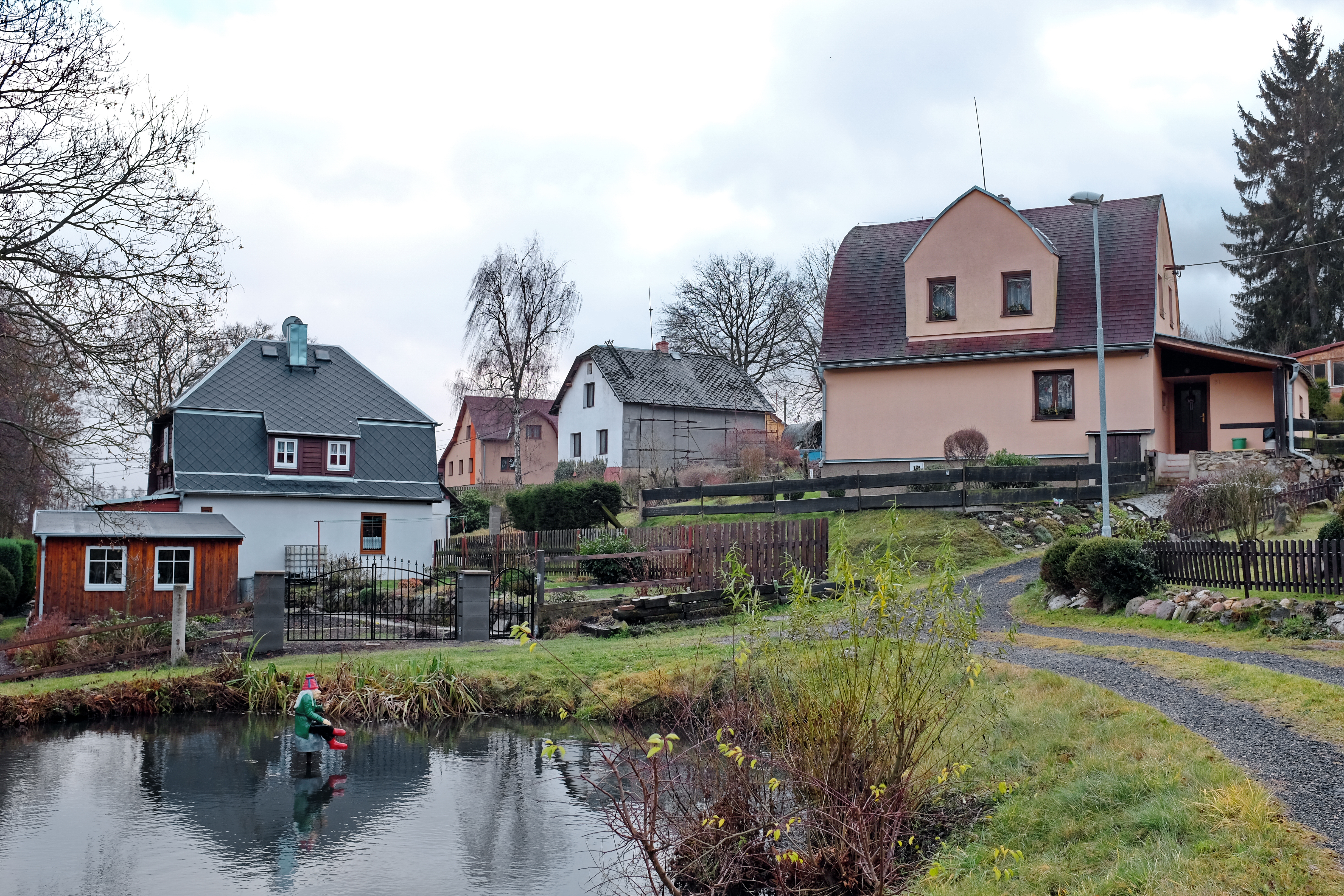
Dorfplatz

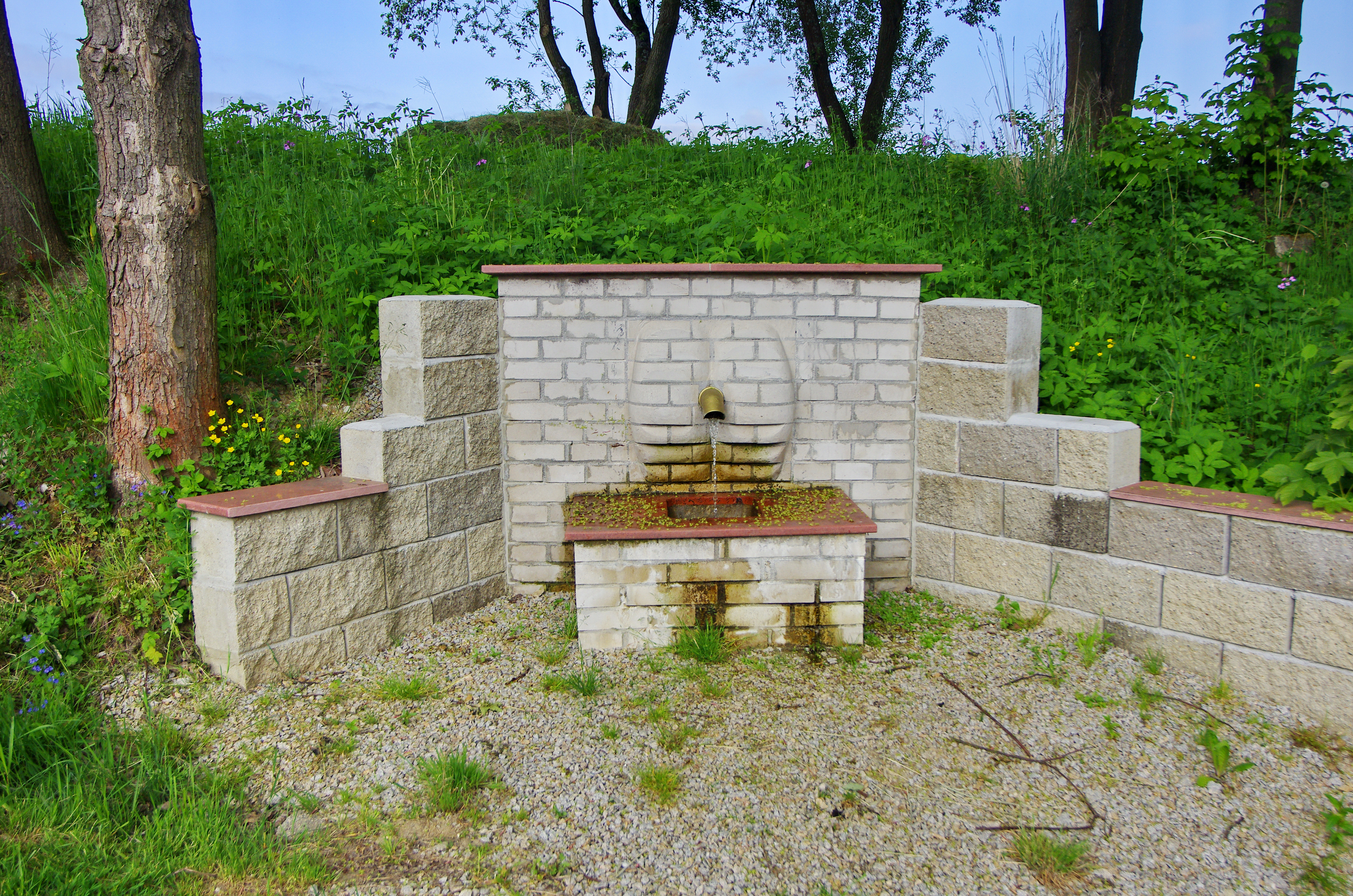
Quelle "U dvou půlek"

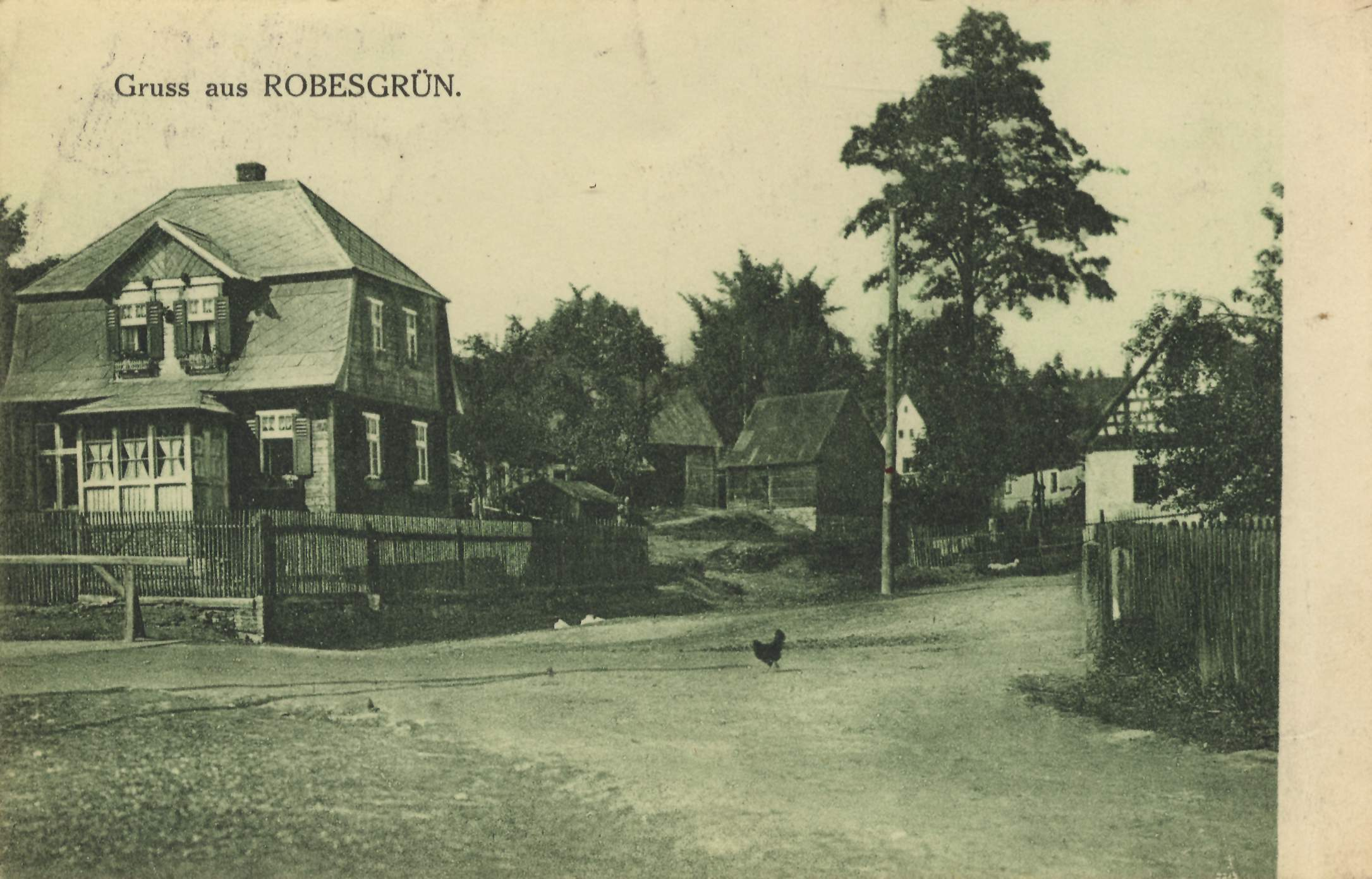
Ortnansicht, um 1900

Radvanov (deutsch Robesgrün) ist ein Ortsteil der Gemeinde Josefov in Tschechien. Er liegt fünf Kilometer nordwestlich von Sokolov und gehört zum Okres Sokolov.

## Geographie
Das Platzdorf Radvanov befindet sich am Lauterbächel, einem linken Zufluss zum Radvanovský potok (Zeidlbach), in der Krajkovská pahorkatina. Südwestlich erhebt sich der V Zátiší (Rad, 548 m. n.m.). Gegen Süden erstreckt sich der Medardsee.
Nachbarorte sind Hřebeny und Josefov im Norden, Týn und Lomnice im Nordosten, Podlesí und Na Pískách im Osten, Špic, Davidov, Svatava und die Wüstung Čistá im Südosten, Kluč im Süden, Habartov, Hrádek und Markvarec im Südwesten, Anenská Ves im Westen sowie Krajková und Dolina im Nordwesten. 

## Geschichte
Die erste Erwähnung von Radwandsgrün erfolgte im Hartenberger Lehensrevers vom 2. Januar 1350, als die Söhne des Albert I. von Hertenberg – Taut II. von Schönbrunn, Habard und Albrecht von Hertenberg – die Herrschaft Hartenberg von König Karl IV. als Lehn erhielten. Später wurde das Dorf als landtäfliges Gut von der Herrschaft Hartenberg abgetrennt, unterstand aber weiterhin der Hartenberger Halsgerichtsbarkeit. Der Ortsname wandelte sich im Laufe der Zeit in Robesgrün. Im Jahre 1604 kaufte der Besitzer der Herrschaft Hartenberg, Heinrich von Pisnitz, das Gut Robesgrün zusammen mit einem Bauernhof in Marckesgrün von einer Frau Mallersick (Malerzík) auf Perglas und schlug es seiner Herrschaft zu. Da der Erwerb des Dorfes nach dem Hartenberger Kauf von 1597 erfolgte, unterstand Robesgrün als einziges Dorf der Herrschaft nicht dem königlichen Bleistädter, sondern dem herrschaftlichen Gossengrüner Bergregal. Von praktischer Bedeutung war dies nicht; da bei Robesgrün keine Erze stattdessen Kohle zu finden ist. Im Hartenberger Urbar von 1694 sind für Robesgrün zwei Ganzhüfner, acht Halbhüfner und sechs Viertelhüfner aufgeführt. Die Freiherren und späteren Grafen von Pisnitz hielten die Herrschaft bis zum Ende des 18. Jahrhunderts, seit Beginn des 19. Jahrhunderts gehörte sie den Grafen von Auersperg. 
Im Jahre 1845 bestand das im Elbogener Kreis gelegene Dorf Robesgrün aus 32 Häusern mit 190 deutschsprachigen Einwohnern. Haupterwerbsquelle war die Landwirtschaft. Bei Robesgrün wurde ein Kohlenbruch betrieben. Der Teschlteich war trockengelegt und in Wiesenland umgewandelt. Pfarrort war Gossengrün. Bis zur Mitte des 19. Jahrhunderts blieb Robesgrün der Herrschaft Hartenberg untertänig.
Nach der Aufhebung der Patrimonialherrschaften bildete Robesgrün ab 1850 einen Ortsteil der Gemeinde Zwodau im Gerichtsbezirk Falkenau. Ab 1868 gehörte das Dorf zum Bezirk Falkenau. Im Jahre 1869 bestand Robesgrün aus 35 Häusern und hatte 217 Einwohner. 1879 wurde Robesgrün zum Ortsteil der neu gebildeten Gemeinde Buckwa. In den 1880er Jahren löste sich Robesgrün von Buckwa los und bildete eine eigene Gemeinde. Im Jahre 1900 hatte das Dorf 292 Einwohner, 1910 waren es 303. Nach dem Ersten Weltkrieg zerfiel der Vielvölkerstaat Österreich-Ungarn, das Dorf wurde 1918 Teil der neu gebildeten Tschechoslowakischen Republik. Beim Zensus von 1921 lebten in den 55 Häusern von Robesgrün 316 Deutsche. 1923 wurde Radvanov als tschechischer Ortsname eingeführt. 1930 lebten in den 60 Häusern von Robesgrün 327 Menschen. Nach dem Münchner Abkommen wurde Robesgrün 1938 dem Deutschen Reich zugeschlagen und gehörte bis 1945 zum Landkreis Falkenau an der Eger. Im Jahre 1939 hatte die Gemeinde 324 Einwohner. Nach der Aussiedlung der deutschen Bewohner nach Ende des Zweiten Weltkrieges wurde das Dorf mit Tschechen wiederbesiedelt. 1948 erfolgte die Eingemeindung nach Luh nad Svatavou. Im Jahre 1950 lebten in den 69 Häusern von Radvanov 205 Personen. In den 1960er Jahren erfolgte der Abbruch zahlreicher Häuser. Ab dem 1. April 1976 gehörte Radvanov als Ortsteil zu Krajková, seit dem 1. Juli 1990 ist das Dorf ein Ortsteil der Gemeinde Josefov. Beim Zensus von 2001 bestand Radvanov aus 14 Wohnhäusern und hatte 26 Einwohner.

## Ortsgliederung
Der Ortsteil Radvanov bildet einen Katastralbezirk.

## Sehenswürdigkeiten
- Säuerling „U dvou půlek“, am nördlichen Ortsrand
- Gusseisernes Kreuz auf dem Dorfplatz
- Radvanovská lípa, die 19 m hohe Sommerlinde steht als Einzelbaum am westlichen Ortsrand